# بنجامین رولهایزر
بنجامین رولهایزر (انگلیسی: Benjamín Rollheiser؛ زادهٔ ۲۴ مارس ۲۰۰۰) بازیکن فوتبال اهل آرژانتین است.
از باشگاه‌هایی که در آن بازی کرده‌است می‌توان به باشگاه فوتبال ریور پلاته اشاره کرد.
وی همچنین در تیم ملی فوتبال Argentina U17 بازی کرده‌است.